# Michajlenki (obwód smoleński)
Michajlenki (ros. Михайленки) – wieś (ros. деревня, trb. dieriewnia) w zachodniej Rosji, w osiedlu wiejskim Krutowskoje rejonu wieliskiego w obwodzie smoleńskim.

## Geografia
Miejscowość położona jest nad rzeką Uspoł i jeziorem Michajlenskoje, przy drodze regionalnej 66K-11 (Niżniaja Dubrowka – Michajlenki), 5 km od granicy z Białorusią, 33 km od centrum administracyjnego osiedla wiejskiego (Krutoje), 15,5 km od centrum administracyjnego rejonu (Wieliż), 119 km od Smoleńska.
W granicach miejscowości znajdują się ulice: Turowskaja, Oziornaja.

## Demografia
W 2010 r. miejscowość zamieszkiwało 9 osób.